# 素っ頓狂な夜
『素っ頓狂な夜』（すっとんきょうなよる）は、テレビ東京制作で2024年10月31日（30日深夜）からBSテレ東で放送されているトークバラエティ番組。笑福亭鶴瓶とリリー・フランキーが即興の掛け合いを展開する。
地上波のテレビ東京（関東ローカル）でも2024年11月21日（20日深夜）から不定期で放送されている。

## 概要
- 笑福亭鶴瓶とリリー・フランキーによる台本なしのフリートーク番組[4][5]。

- 番組前半では観覧客の前で立ちトークを展開し、後半では観覧客からの日常の出来事や悩み相談、面白いエピソード、地元のニュースなどをもとに二人が自由に語り合う。

## 放送時間
BSテレ東
- 毎月第4木曜 （水曜深夜） 0:30 - 0:59（2025年01月23日 - ）[注 1]

テレビ東京（関東ローカル）
- 不定期・第4木曜 （水曜深夜） 2:30 - 3:00（2025年5月23日 - ）

### 過去の放送時間
BSテレ東
- 毎月最終木曜（水曜深夜） 0:00 - 0:30（2024年10月31日 - 12月26日）

テレビ東京（関東ローカル）
- 不定期・第3木曜 （水曜深夜） 2:05 - 2:35（2024年11月21日）
- 不定期・第3木曜 （水曜深夜） 2:35 - 3:05（2025年02月20日）

## 出演者

### レギュラー
- 笑福亭鶴瓶
- リリー・フランキー

## 番組構成
- 立ちトーク（番組前半）
  - 鶴瓶とリリーによる立ちトーク
- 観覧のお客さんと話そう（番組後半）（第8回 - ）
  - 観覧客からのお悩み相談、面白いエピソード、地元のニュースなどをもとにトークを展開

### 過去のコーナー
- はがきコーナー（番組後半）（第1回 - 第7回）
  - 視聴者から届いた往復はがきに書かれたお悩み相談、面白いエピソード、地元のニュースなどもとに二人が自由にトークを進行していた。
  - 往復ハガキを送った視聴者全員に、返信用ハガキに番組オリジナルのスタンプが押され返送されていた。

## BGM
- オープニングテーマ - 沢田研二「憎みきれないろくでなし」

## 放送リスト
| 2024年 | 2024年         | 2024年   | 2024年 | 2024年                                                                                   |
| ♯      | 放送日         | 放送日   | 立ちトーク | はがきコーナー                                                                           |
| ♯      | BS             | 地上波   | 立ちトーク | はがきコーナー                                                                           |
| ------ | -------------- | -------- | --- | ---------------------------------------------------------------------------------------- |
| 1      | 2024年10月31日 | 11月21日 | 鶴瓶から番組MCに指名されたリリーが不信感を抱いた理由 俳優論→イケメンではない俳優のラブシーンについて 街中で話しかけられることが多い二人の苦労 | 「帰宅しない夫に悩む妻」 鶴瓶とリリーの結婚観 未婚のリリーに放った樹木希林の名言         |
| 2      | 11月28日       |          | 鶴瓶とリリーが惚れ込んだ女性との鉄板焼き屋での食事会                                                                                          | 「昭和の良いところ」 家電話でリリーが電話したカリスマミュージシャン 鶴瓶の結婚の馴れ初め |
| 3      | 12月26日       |          | リリーが結成した仰天の合唱団 リリーとゴジラ松井とのエピソード 映画大賞授賞式で鶴瓶がとった驚きの行動                                          | 「落語や台詞の覚え方を知りたい」 鶴瓶が落語のまくらで大事にしていること                  |

| 2025年 | 2025年         | 2025年   | 2025年 | 2025年                                                                                              |
| ♯      | 放送日         | 放送日   | 立ちトーク | はがきコーナー / 観覧客と話そう                                                                     |
| ♯      | BS             | 地上波   | 立ちトーク | はがきコーナー / 観覧客と話そう                                                                     |
| ------ | -------------- | -------- | --- | --------------------------------------------------------------------------------------------------- |
| 4      | 2025年01月23日 | 02月20日 | リリー＆秋元康＆福山雅治＆山下智久、食事会でのエピソード 串カツ屋さんでの鶴瓶の体験談 「地面師たち」の撮影中、リリーが行きたかったライブ               | 「気になる特徴的なくしゃみ」 リリー突然の告白「本番中におなら」 ダジャレが我慢できないリリー        |
| 5      | 2月27日        |          | 鶴瓶、リリー＆タモリの脱毛議論 リリーがスチャダラパーBoseと金沢で訪れた気になるスナック リリーがラジオで結成、童貞合唱団の歌声を披露                   | コーナー休止                                                                                        |
| 6      | 3月27日        |          | 鶴瓶とリリー、韓国の大スター ヒョンビン夫妻との食事会 コロナ禍に起きたリリーのトラウマ 丸山桂里奈から鶴瓶に届いた恐怖のメール                          | 「男性はなぜ若い女性が好きなんでしょうか」 リリーの熟女好きの友人 愛妻家・鶴瓶「嫁の顔が好き」      |
| 7      | 5月01日        | 5月23日  | リリーがどうしても気になるムロツヨシの行動 鶴瓶が失くした財布の行方 鶴瓶、リリー深夜のフェチトーク                                                     | 「心が広く優しい人間になるにはどうしたらよい」 「今までの人生でグーで殴られたことがありますか？」   |
| 8      | 5月29日        |          | リリーの自宅に現れた知らないおじさん ヤンキーに襲われた高校時代の鶴瓶 鶴瓶を襲ったIKKOの頭からコバエ事件                                               | 「人見知りの克服方法とは」 鶴瓶のことが苦手だった観覧客                                             |
| 9      | 6月26日        |          | リリー、カンヌ映画祭帰りの空港で絶体絶命のピンチ 誕生日、結婚記念日にラブレターをやり取りする鶴瓶夫婦 リリーとポータブルおしり洗浄機を共有する先輩俳優 | 「写真撮影で笑顔がほしい時のベストな声掛けは?」 鶴瓶の笑顔に隠された秘密 リリーが羨む鶴瓶の麦茶のCM |
| 10     | 7月31日        |          | 鶴瓶&リリーのファーストキスの思い出 リリーの「大阪万博1970」の思い出 下北沢の待ち合わせスポット・リリー作「こいぬの木」                                | 「東京の人は冷たいと感じる」 「ふたりにとって母の味は?」                                            |

## スタッフ
- ナレーション：藤井由依[注 7]（テレビ東京アナウンサー）
- CAM：荒木哲志
- 美術：金森明日香
- 照明：宮尾淳一
- タイトル：twotwotwo（ににに）
- 編集：比留間映介
- MA：橋本光平
- 音効：上島光央
- メイク：ビーム
- スタイリスト：上野真紀
- デスク：上野裕里安
- AD：中辻尚也
- ディレクター：佐藤英輔、山口堅太郎、坂本健一郎
- 演出：碧山莉那
- プロデューサー：小野裕之、村井守[注 8]
- チーフプロデューサー：星俊一
- 制作協力：K-max
- 製作著作：テレビ東京

## ネット配信
| 配信開始月 | 配信サイト     | 配信料金       | 備考                             |
| ---------- | -------------- | -------------- | -------------------------------- |
| 2024年10月 | TVer           | 無料見逃し配信 | 月1回放送につき、配信期間は1か月 |
| 2024年10月 | ネットもテレ東 | 無料見逃し配信 | 月1回放送につき、配信期間は1か月 |